# Погромы 1966 года в Нигерии
С мая по октябрь 1966 года в Нигерии произошла серия нападений на игбо и других народов из южных регионов, а также ответных преследований в отношении хауса и иных северян.

## Накануне
В январе 1966 года в стране произошёл государственный переворот. Многие убитые в ходе событий политиков и высокопоставленных армейских офицеров были северянами, которые составляли большинство в правительстве Нигерии. В их числе были премьер-министр Абубакар Тафава Балева и Ахмаду Белло. Заговорщиками выступили офицеры-игбо — Агуийи-Иронси и Эмека Оджукву.
При назначении на ключевые посты новая власть отдавала предпочтение уроженцам южных регионов. Вместе с тем режим попытался перейти от федерации к унитарной форме государственного устройства. Данные действия вызывали беспокойства у северян, которые не желали установления доминирования игбо.

## Развитие событий
В мае северяне организовали контрпереворот, в ходе которого были убиты 240 военнослужащих из Южной Нигерии, а также тысячи мирных южан, проживающих на севере. Власть захватил северянин Якубу Говон.
Хотя Говон давал гарантии безопасности южным нигерийцам, жившим на севере, намерения значительной части армии в то время были агрессивными, в особенности у представителей народа хауса. Началась волна массовых убийств. Пики насилия припадали на 29 мая, 29 июля и 29 сентября. В преследованиях активно участвовали как гражданские, так и военнослужащие. В пропаганде игбо сравнивали со змеями и паразитами. В ответ южане начали преследования северян. Бандами игбо было убито тысячи представителей хауса, тив и других народов Северной Нигерии. Северяне массово покидали южные области.
Убийства на почве межэтнической ненависти во многом происходили из-за попустительства местных властей.
Погромы продолжалась до начала октября. Непосредственно южан погибло от 8 000 до 30 000 человек, ещё около 1 миллиона бежало.

## Последствия
Погромы 1966 года значительно обострили ситуацию в стране. В ходе дальнейших событий на юге была провозглашена Республика Биафра, что привело к гражданской войне между Севером и Югом.